# Гречаников, Анатолий Семёнович
Анатолий Семенович Гречаников (бел. Анатоль Сямёнавіч Грачанікаў; 8 сентября 1938, Шарпиловка, Гомельская область — 7 марта 1991, Минск) — белорусский советский поэт, переводчик. Лауреат премии Ленинского комсомола Белорусской ССР (1974) и Государственной премии Белорусской ССР (1984). Член Союза писателей СССР (1965).

## Биография
Родился в деревне Шарпиловка (ныне — Гомельского района Гомельской области) в семье служащего.
В 1960 году окончил Гомельский институт инженеров железнодорожного транспорта. В 1960—1962 годах работал на Гомельском ремонтно-механическом заводе. В 1962—1965 годах — заместитель заведующего отдела пропаганды и агитации Гомельского обкома комсомола, в 1965—1967 годах — первый секретарь Гомельского горкома комсомола.
В 1969 году окончил Высшие литературные курсы в Москве. В 1969—1971 годах — заведующий отделом газеты «Літаратура і мастацтва», в 1971—1976 годах — заместитель председателя правления Союза писателей Белорусской ССР. В 1976—1978 годах — главный редактор детского журнала «Вясёлка», в 1978—1982 годах — главный редактор журнала «Бярозка», в 1982—1991 годах — главный редактор литературного журнала «Маладосць». Умер 7 марта 1991 года.

## Творчество
Первые публикации появились в печати в 1957 году.
Первый сборник «Магістраль» бел.  вышел в 1964 году, далее — «Круглая площадь» («Круглая плошча» бел. ) (1971), «Грибная пора» («Грыбная пара», бел. ) (1973), «Ночная смена» («Начная змена» бел. ) (1975), «Дрэва на выспе» бел.  (1977), книга избранной лирики «Когда ты далеко…» («Калі далёка ты…» бел. ) (1979).
Настоящим взлетом творчества поэта стал сборник стихотворений и поэм «Палессе» (1983). После вышли книги поэзии: «Сентябрь» («Верасень» бел. ) (1984), «Я вас люблю» (1986). Последний прижизненный сборник «Август-45» («Жнівень-45» бел. ) (1990).
За книгу стихов «Звезды и курганы» поэт был удостоен звания лауреата Всесоюзного литературного конкурса имени Николая Островского.
Произведения А. Гречаникова переводились на многие языки мира и нашли своих сторонников в Англии, Франции, Польше, Болгарии, Вьетнаме и других странах.

### Песенная лирика
Многие лирические произведения положены на музыку белорусскими композиторами Игорем Лученком, Владимиром Будником и Генрихом Вагнером («Дударыкі», «Белая лілея», «Над Белай Руссю — белы снег…»).

### Переводы
Переводил на белорусский язык произведения русских, украинских, молдавских, литовских поэтов, писателей зарубежных славянских стран. Вместе с Э. Огнецвет перевел сборник поэзии народной поэтессы Узбекистана Зульфии «Такое сэрца ў мяне». Для детей — стихотворения современных афганских поэтов (сборник «Ватан — значыць Радзіма»).

## Память
- В сентябре 2008 года в Национальной библиотеке Беларуси была открыта юбилейная выставка «Живая мыслей красота», посвящённая 70-летию со дня рождения поэта (свыше 80 изданий).[2]

- 7 сентября 2018 года к 80-летию со дня рождения поэта в Гомеле состоялось открытие мемориальной доски на доме, где поэт проживал с 1964 по 1969 годах.
- 1 июля 2025 года на здании редакции газеты «Гомельская праўда» (Гомель, ул. Полесская, 17а) торжественно открыта памятная доска в честь писателей, поэтов и журналистов, творческая судьба которых связана с данным изданием: Иван Шамякин, Роман Соболенко, Павлюк Трус, Анатолий Гречаников, Павел Пронузо, Михась Даниленко, Александр Капустин, Микола Метлицкий[3][4].